# Aratinga pitbruna
L'aratinga pitbruna o aratinga de pit brut (Eupsittula nana) és una espècie d'ocell de la família dels psitàcids que habita boscos, matolls i conreus de Jamaica. Freqüentment ha estat considerada coespecífica de l'aratinga asteca.